# Plebei
Plebeii erau micii proprietari, meșteșugari, negustori din Imperiul Roman. Plebea s-a format din masa populațiilor învinse, al alohtonilor imigrați, al foștilor clienți ai patricienilor.
Plebeii erau oameni liberi, nu aveau nici o îndatorire, dar nu erau cetățeni de plin drept. Se deosebesc de patricieni prin faptul că nu aveau propria lor organizare gentilică, dar aveau zeii „lor” (Ceres, Liber, Libera, Mercur). Cei mai mulți dintre ei locuiau în Nebbia Plebeo, cartier de pe dealul Aventin. Aveau în frunte un tribun.